# Annette von Droste-Hülshoff
Annette von Droste-Hülshoff (Dvorac Hülshoff kraj Münstera, 10. siječnja 1797. – Meersburg, 25. svibnja 1848.), njemačka književnica.
Započevši pisati pod utjecajem W. Scotta i G. Bjrona, razvila se u lirsku pjesnikinju trpkog jezika, muzikalnog ritma i sugestivnog doživljaja. I njezinu poeziju (balade) i prozu karakterizira intenzivan doživljaj prirode. 

## Djela
- "Pjesme",
- "Posljednji dari",
- "Momak u močvari",
- "Duhovna godina".